# Musa Muhammed
Musa Muhammed Shehu (ur. 31 października 1996 w Kano) – nigeryjski piłkarz występujący na pozycji prawego obrońcy w chorwackim klubie HNK Gorica oraz w reprezentacji Nigerii. W 2013 wraz z reprezentacją U-17 zwyciężył na młodzieżowych Mistrzostwach Świata, na których pełnił rolę kapitana zespołu.

## Sukcesy

### Klubowe
HNK Gorica
- Arena Cup: 2020

### Reprezentacyjne
Nigeria U-17
- Mistrzostwo Świata do lat 17: 2013